# Revival (album av John Fogerty)
Revival är ett album av John Fogerty, utgivet 2 oktober 2007. Det var Fogertys första studioalbum efter hans återkomst till skivbolaget Fantasy Records.

## Låtlista
Alla låtar är skrivna av John Fogerty.
1. "Don't You Wish It Was True" - 4:11
2. "Gunslinger" - 3:31
3. "Creedence Song" - 3:49
4. "Broken Down Cowboy" - 3:51
5. "River Is Waiting" - 3:22
6. "Long Dark Night" - 3:07
7. "Summer of Love" - 3:19
8. "Natural Thing" - 4:00
9. "It Ain't Right" - 1:49
10. "I Can't Take It No More" - 1:39
11. "Somebody Help Me" - 4:27
12. "Longshot" - 4:38